# Test lustra
Test lustra – metoda badania samoświadomości zwierząt (w tym ludzi). 
Samoświadomość to pojmowanie, „idea samego siebie”. Jej obecność bada się eksperymentalnie za pomocą tzw. testu lustra, czyli badania zdolności rozpoznawania siebie w lustrze. Pojawia się ona u dzieci w 18 miesiącu po urodzeniu.
Pozytywny jego wynik wiąże się z rozpoznaniem przez zwierzę swojego odbicia w lustrze (a nie uznaniem go za inną istotę). Oceny rozpoznania dokonuje się, analizując zachowanie zwierzęcia po umieszczeniu na jego ciele kolorowej kropki, którą może dostrzec wyłącznie w odbiciu lustrzanym.
Dotychczas udało się ustalić, że test potrafią zdać niektóre gatunki naczelnych, delfiny, słonie, świnie oraz sroki. 